# Фейт, Филипп
Филипп Фейт (нем. Philipp Veit; 13 февраля 1793, Берлин — 18 декабря 1877, Майнц) — немецкий живописец и график, входил в общество назарейцев. Сын писательницы Доротеи Шлегель. Младший брат художника Иоганнеса Фейта.

## Жизнь и творчество

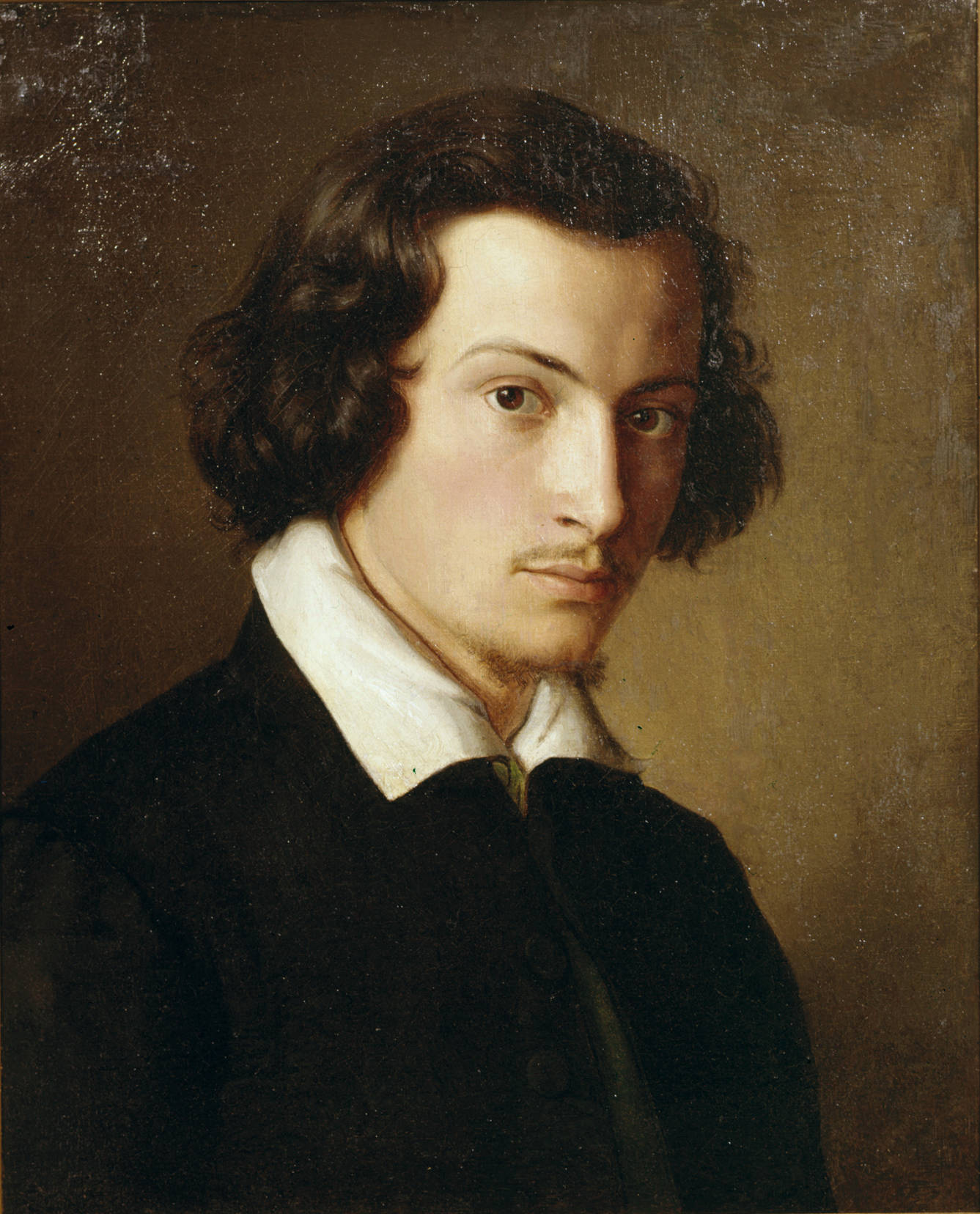
Ф. Фейт. Автопортрет. 1816. Холст, масло. Земельный музей, Майнц

Филипп Фейт (Feibisch Veit) был сыном банкира Симона Фейта и старшей дочери философа-экзегета Мозеса Мендельсона Доротеи Фридерике Брендель (позднее Шлегель). После того как родители развелись в 1799 году, Филипп Фейт сначала остался с матерью и жил с ней и её новым мужем, выдающимся писателем и философом немецкого (йенского) романтизма Фридрихом Шлегелем в Йене, Париже и Кёльне, прежде чем вернулся в 1806 году к отцу в Берлин и закончил там своё обучение. С 1808 года Филипп Фейт изучал живопись в Дрезденской Академии искусств. Одним из его учителей был Фридрих Маттеи, который уже обучал его старшего брата Иоганнеса Фейта. Под влиянием матери и Фридриха Шлегеля в 1810 году он и его брат обратились в католическую веру.
Во время освободительных войн с Наполеоном юноша подружился с поэтом-романтиком Йозефом фон Эйхендорфом и Фридрихом де Ла Мотт Фуке, известным по сказочной повести «Ундина» (1811). В 1814 году Филипп Фейт написал портреты принцессы Вильгельмины и графини Зичи, занимался также церковной живописью. В 1815 году Филипп Фейт приехал в Рим, познакомился там с немецкими художниками общества назарейцев. В Риме художник совместно с Петером фон Корнелиусом, Фридрихом Вильгельмом фон Шадовом и Фридрихом Овербеком работал над фресками Дома Бартольди, где написал: «Иосиф и жена Потифара» и «Семь тучных лет» (ныне хранятся в Новая национальная галерея Берлинской национальной галерее). В Казино Массимо в Риме Фейт выполнил фрески по мотивам Божественной комедии Данте Алигьери.
В 1821 году Филипп Фейт женился на молодой римлянке Каролине Пулини (1807—1890). Она была дочерью скульптора Джоаккино Пулини и его жены Бенедетты, урождённой Гюртлер (1783—1824). У пары было пятеро детей: Мария Доротея Алоизия (1822—1897, с 1844 года жена художника Йозефа Сеттегаста), Мария Терезия (1824—1870, с 1852 года первая жена Иоганна Клавдия фон Лонгарда), Мария Франциска (1824—1912, с 1871 года вторая жена Иоганна Клавдия фон Лонгарда), Мария Бенедикта (1828—1838) и Фридрих Анастасия Мария (1830—1878).
В 1830 году Филипп Фейт получил должность директора Штеделевского художественного института во Франкфурте-на-Майне. В этот период он создал значительное число картин на библейские сюжеты. В 1838 году выдвинул идею создания портретной галереи Императорского зала в Рёмере, ратуше Франкфурта, и сам написал для неё четыре картины. Позднее он также выполнял картины и рисунки на античные сюжеты («Щит Ахилла» по Гомеру), писал портреты таких деятелей немецкой истории, как Карл Великий, императоры Оттон IV и Фридрих II. В 1843 году Фейт по религиозным соображениям оставил пост директора института во Франкфурте (как католик, он был оскорблён приобретением для института картины, посвящённой Яну Гусу).
С 1853 года художник жил и работал в Майнце в должности директора местной картинной галереи. Скончался 18 декабря 1877 года и был похоронен на главном кладбище Майнца. До конца жизни он оставался верен строгим аскетическим воззрениям своей юности.

## Галерея

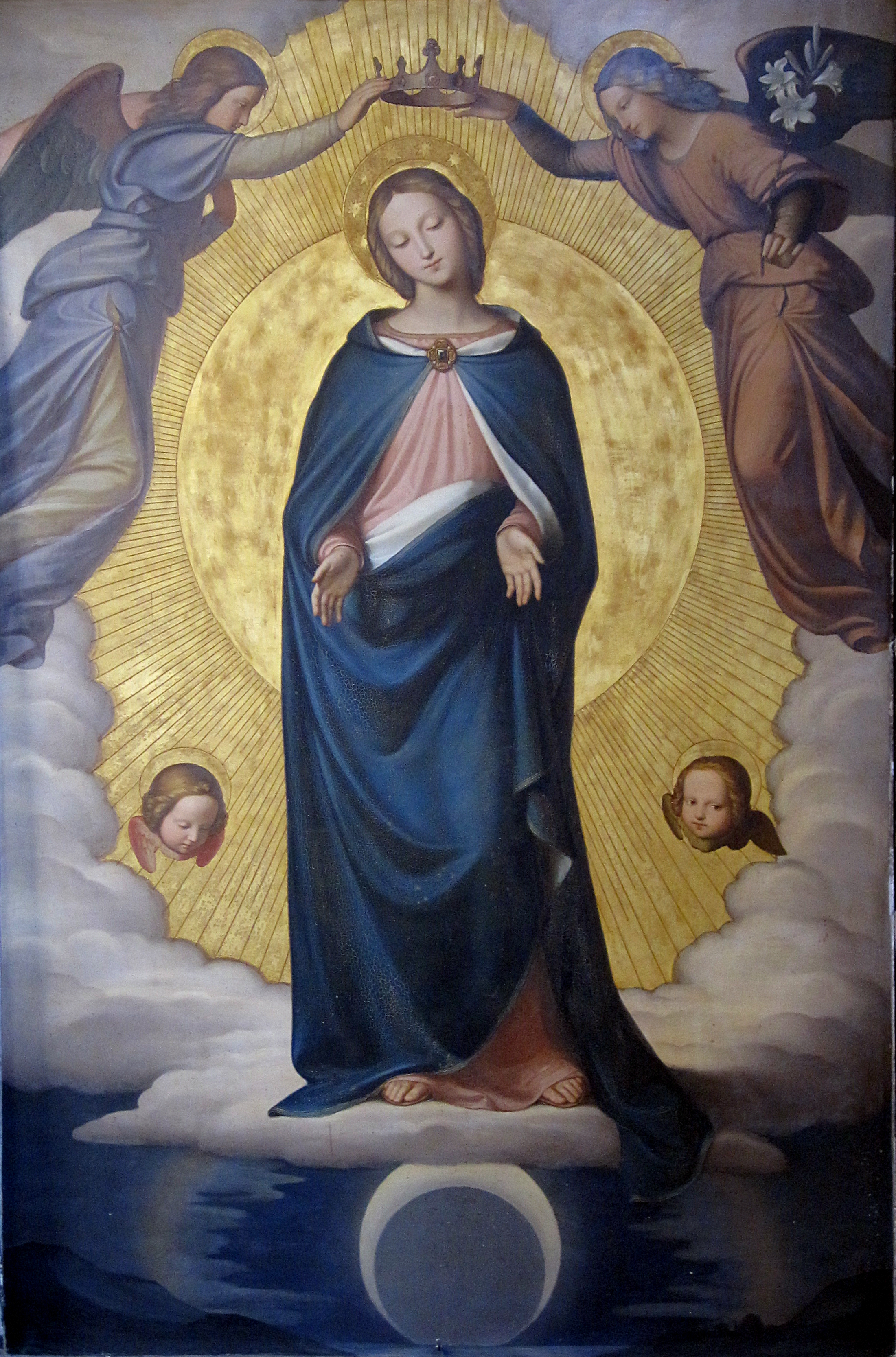
Мадонна Иммакулата. 1830. Капелла Орсини, церковь Сантиссима-Тринита-дей-Монти, Рим
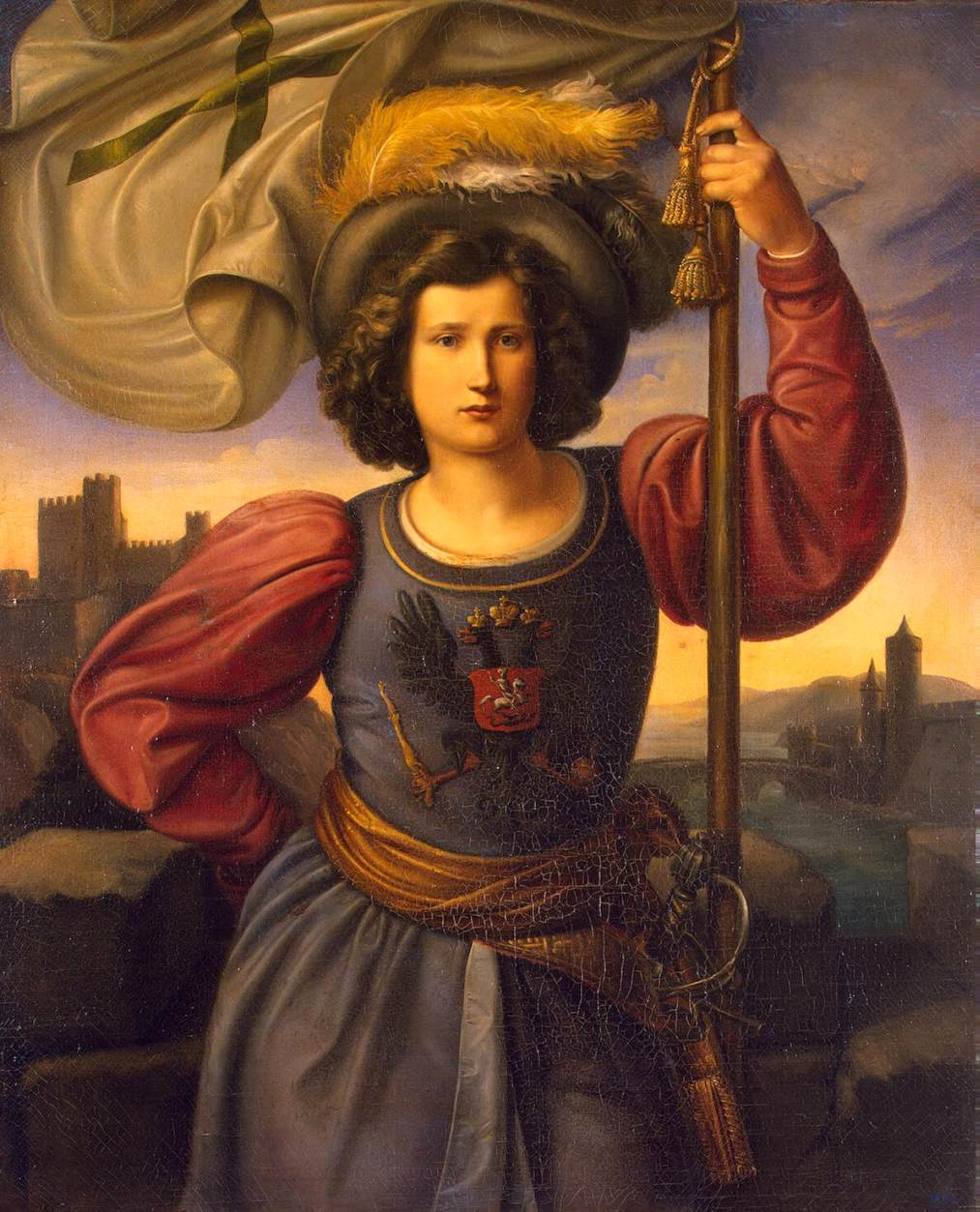
Аллегория России. 1840-е гг. Холст, масло. Государственный Эрмитаж, Санкт-Петербург
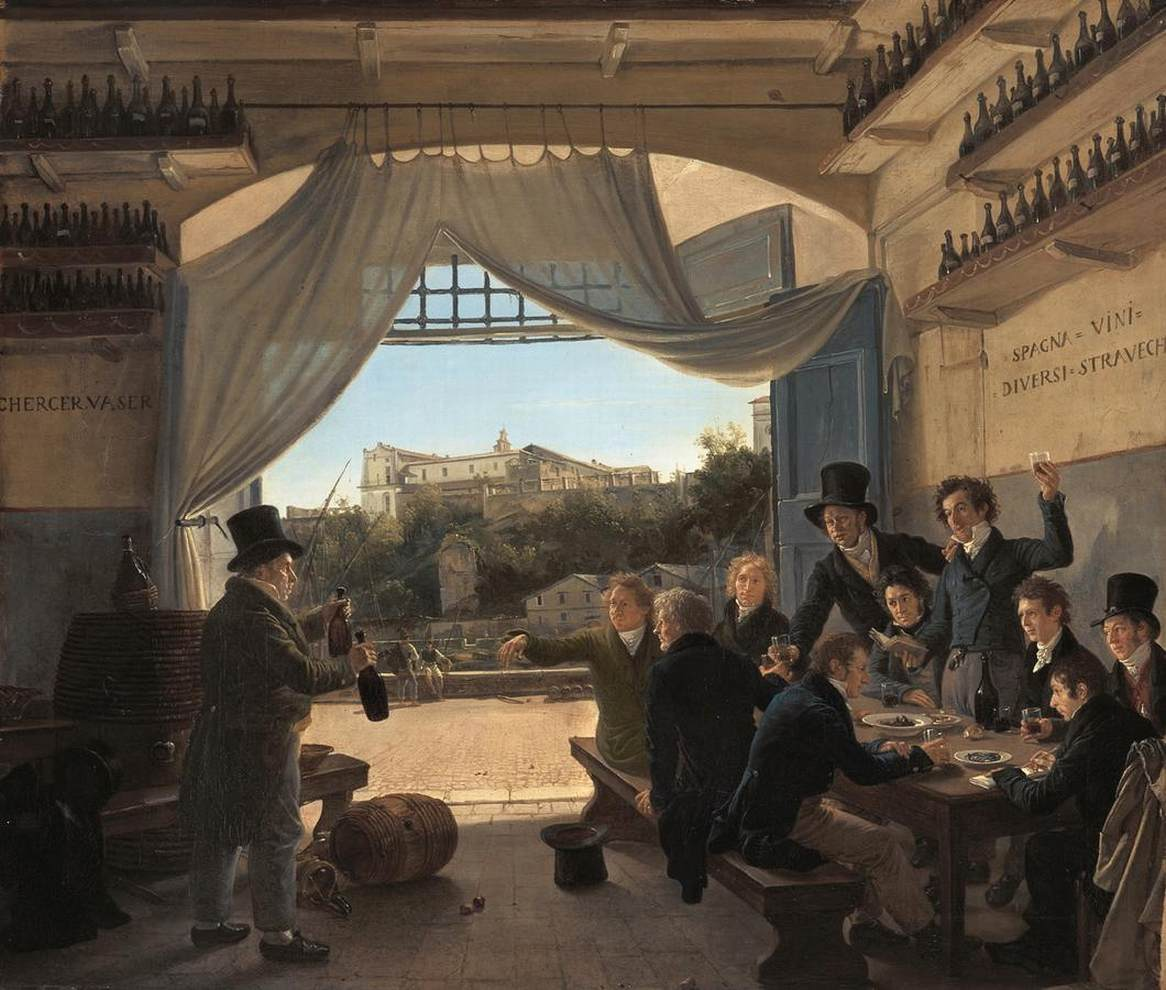
Наследный принц Людвиг в таверне испанских вин в Риме. 1824. Холст, масло. Новая пинакотека, Мюнхен
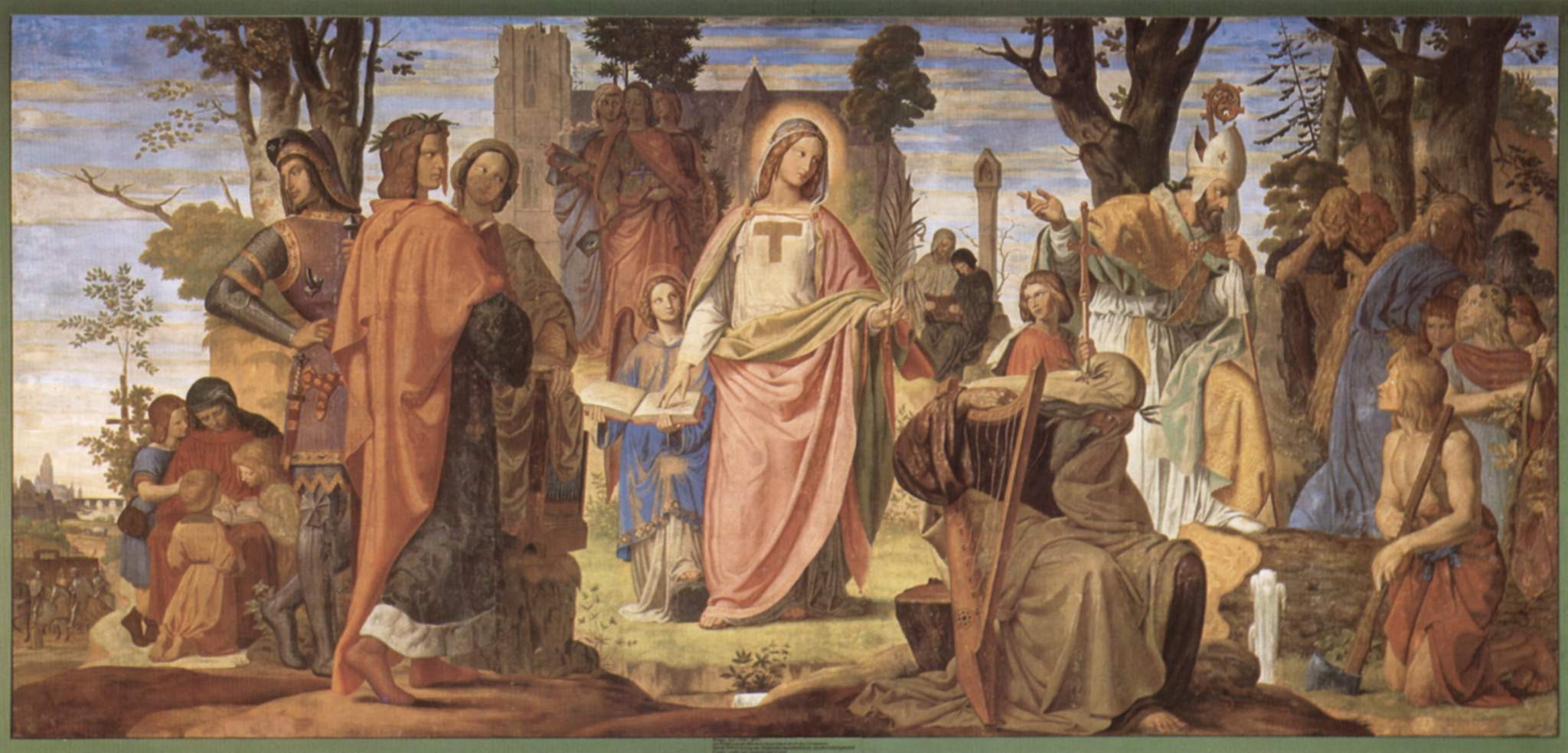
Привнесение искусства в Германию через религию. 1834–1836. Фреска, перенесённая на холст. Штеделевский художественный институт, Франкфурт-на-Майне
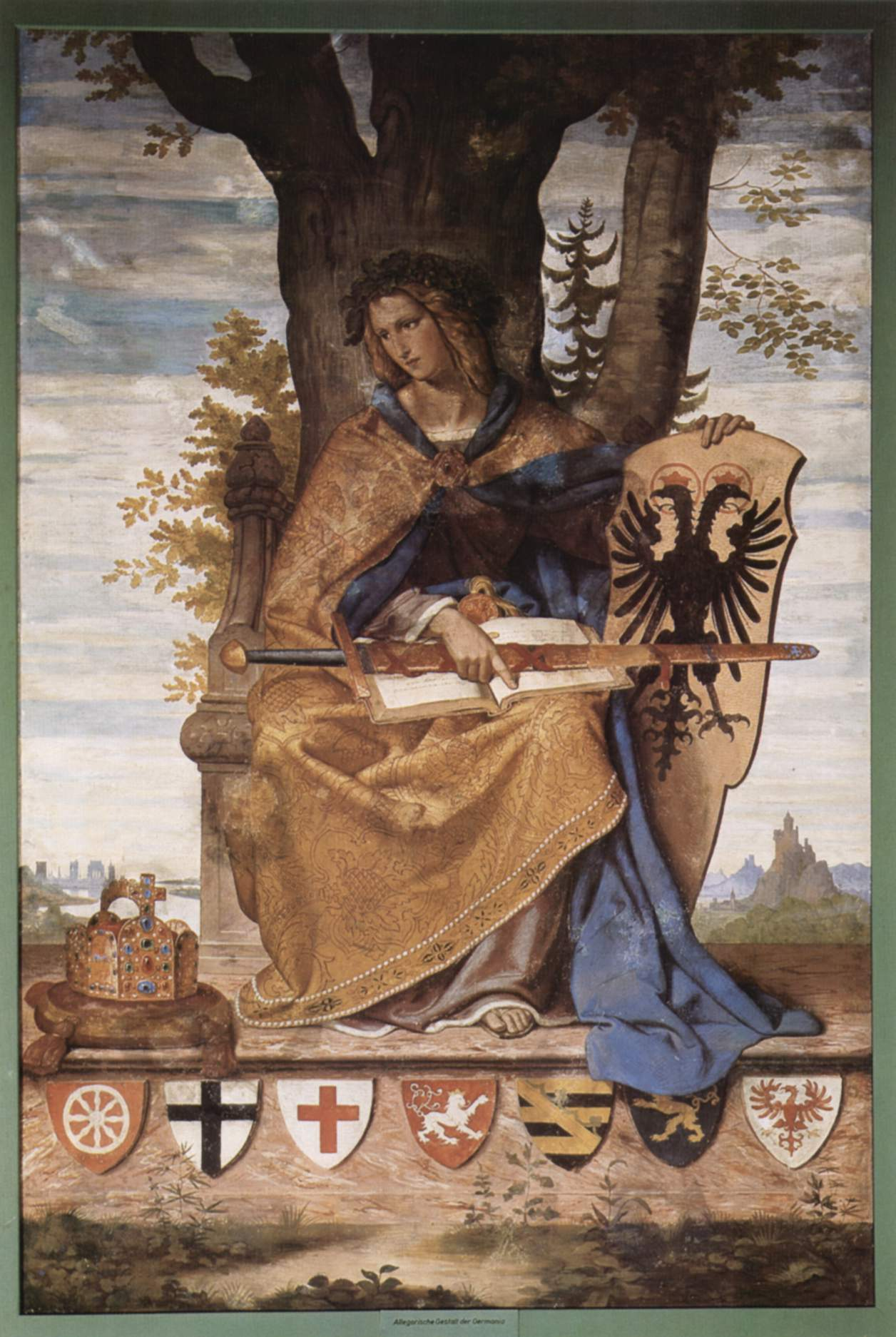
Германия. 1834-1836. Фреска, перенесённая на холст. Штеделевский художественный институт, Франкфурт-на-Майне
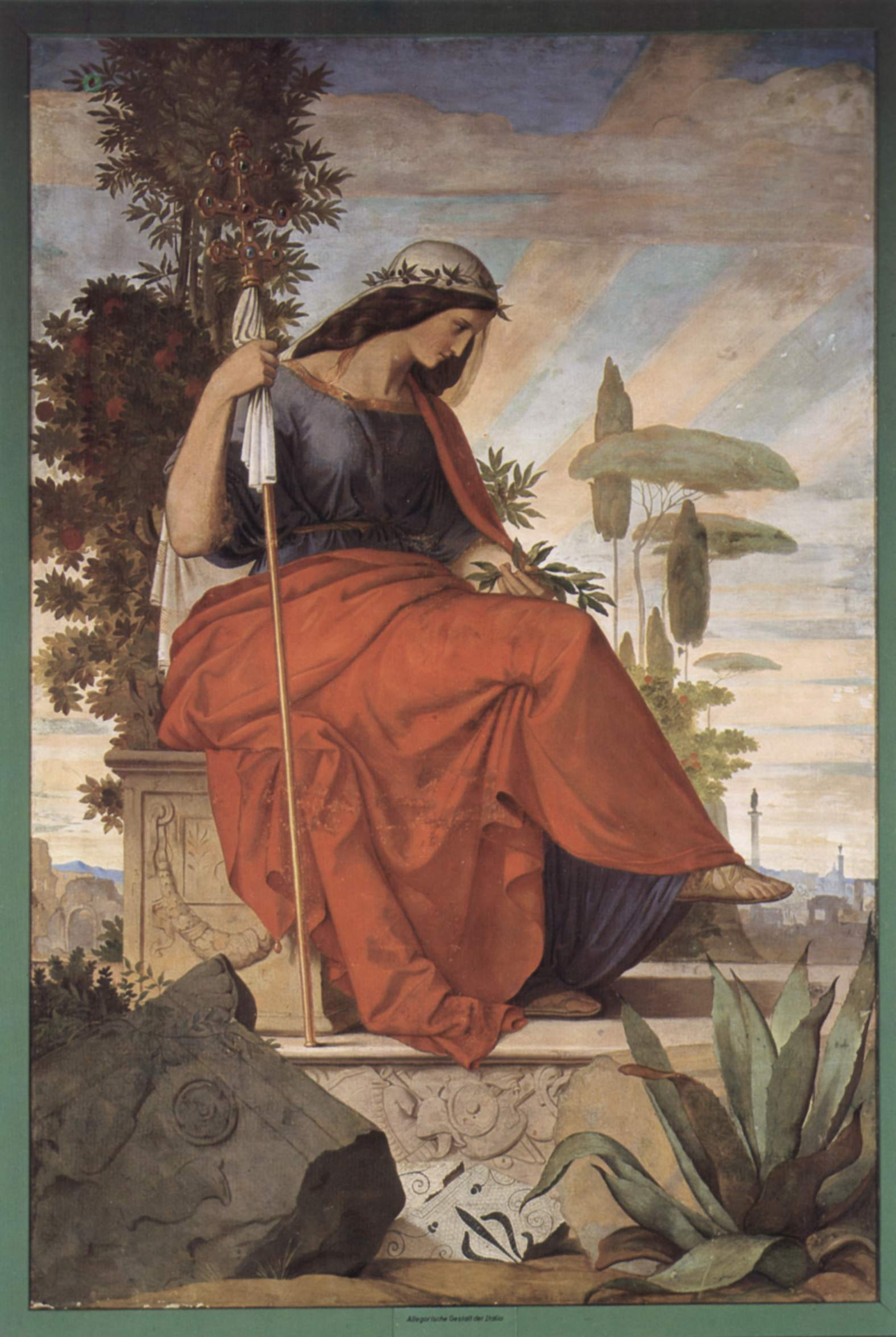
Италия. 1834-1836. Фреска, перенесённая на холст. Штеделевский художественный институт, Франкфурт-на-Майне
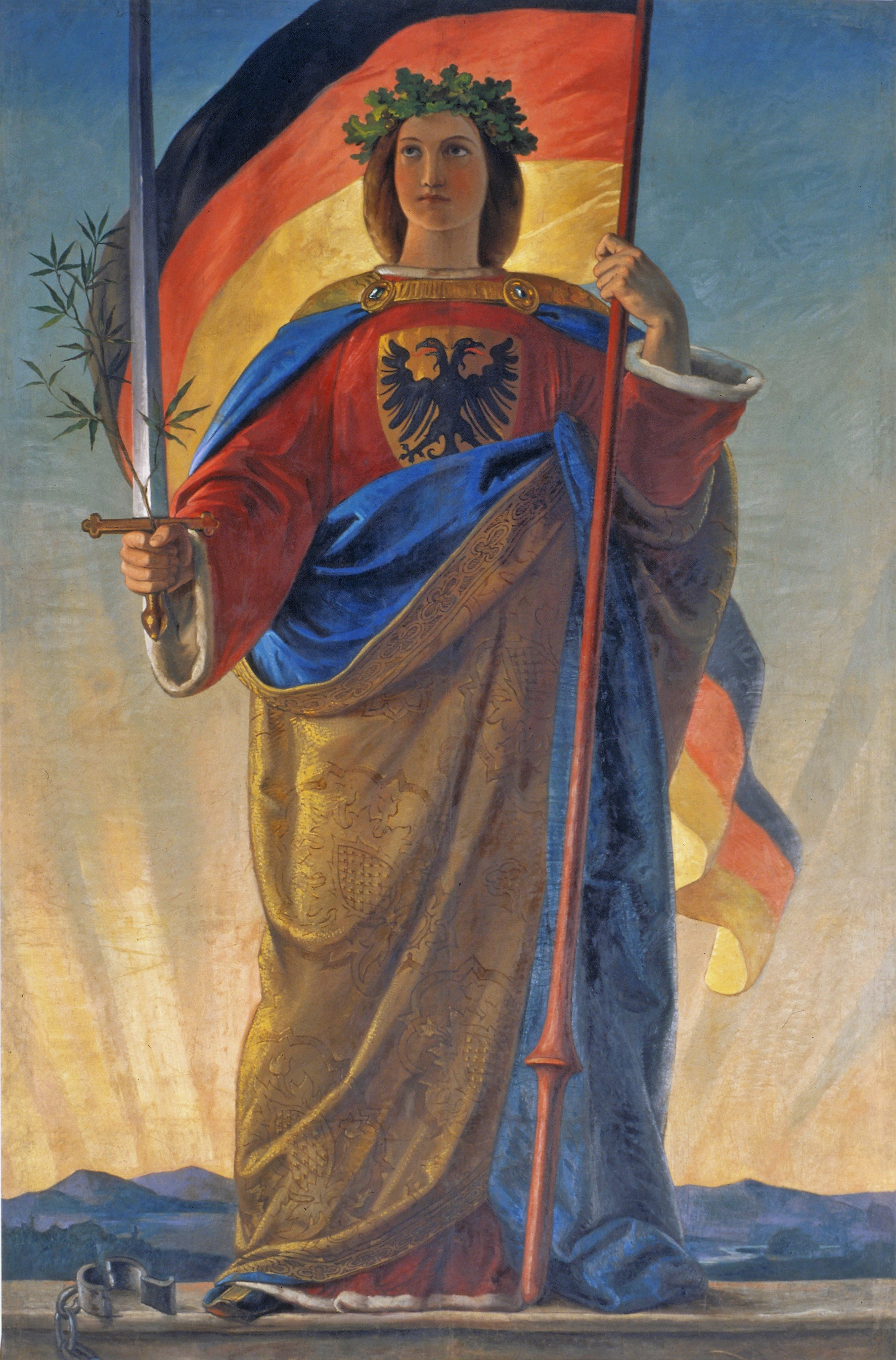
Германия. 1848. Фреска. Церковь Св. Павла, Франкфурт-на-Майне. Перенесена в  Германский национальный музей, Нюрнберг
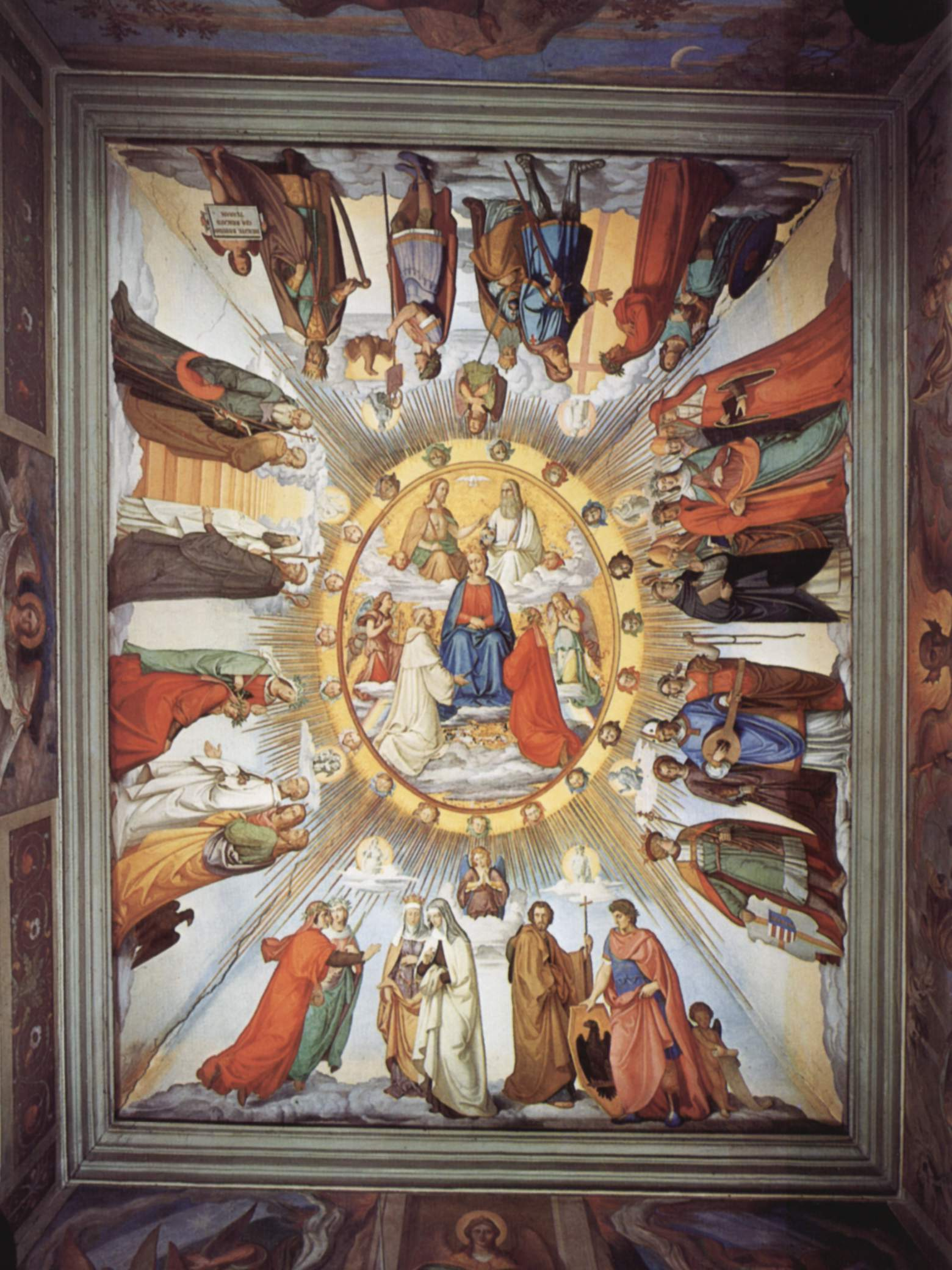
Эмпирей и фигуры Восьми небес рая. 1817—1827. Роспись плафона. Комната Данте. Казино Массимо, Рим